# Trusted System
In der Sicherheitstechnik und in der Informatik ist ein Trusted System ein System, auf das sich bis zu einem bestimmten Ausmaß verlassen wird, um eine bestimmte Sicherheitsrichtlinie durchzusetzen. Wenn es versagt, kann es die Sicherheitsrichtlinie zerstören.

## Trusted Systems beim Trusted Computing
Trust (engl. für Vertrauen) wird von der Trusted Computing Group hauptsächlich im Sinn von Berechtigung verwendet (»ein trusted User ist ein Benutzer, der zu X berechtigt ist«).
»Trusted Systems gehen davon aus, dass der Konsument unehrlich ist«, so Mark Stefik. Somit muss das System, um aus Sicht der Industrie vertrauenswürdig zu sein, verhindern, dass der Konsument mit dem Produkt (Medieninhalten) nach Belieben verfahren kann. Dieser Sachverhalt wird von einigen als Entmündigung des Konsumenten kritisiert.